# First Annual Anti Anti Fashion Video Performance
|  | Denne artikel er oprettet af botten PalnaBot ud fra en ekstern database. Den kan derfor have sproglige fejl eller mangler. Denne skabelon kan fjernes efter kontrol af indholdet. |

First Annual Anti Anti Fashion Video Performance er en eksperimentalfilm instrueret af Torben Skjødt Jensen efter manuskript af Torben Skjødt Jensen.

## Handling
Et formeksperiment med udgangspunkt i reklame- og modeverdenen. Del af antologien »Englefjæs og andre videoer«.